# نيتارزون
نيتارزون هو مركب زرنيخ عضوي كان يضاف إلى علف الدواجن من أجل زيادة وزنها وتحسين كفاءة تحويل الغذاء، ومن أجل منع إصابتها بداء الرأس الأسود. سوق المركب تحت اسم هستوستات Histostat من شركة زوتيس Zoetis.
كان مركب نيتارزون واحداً من أربعة مركبات زرنيخية (الثلاثة المتبقية هي روكسارسون وحمض الأرسانيليك وكربارسون)، والتي سمحت إدارة الغذاء والدواء الأمريكية باستخدامها ضمن المضافات الغذائية إلى علف الحيوانات، وخاصة الدواجن. ومع صدور قرار بوقف التعامل مع عقار روكسارسون في الولايات المتحدة سنة 2011 توجهت الأنظار إلى هذا العقار؛ إلى أن جرى حجب استخدامه أيضاً سنة 2015.